# Eremorhax mumai
Eremorhax mumai är en spindeldjursart som beskrevs av Brookhart 1972. Eremorhax mumai ingår i släktet Eremorhax och familjen Eremobatidae. Inga underarter finns listade i Catalogue of Life.